# Johann Gottfried Galle

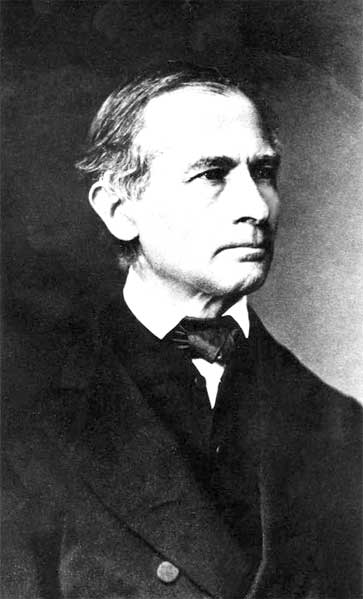
Johann Gottfried Galle, 1880

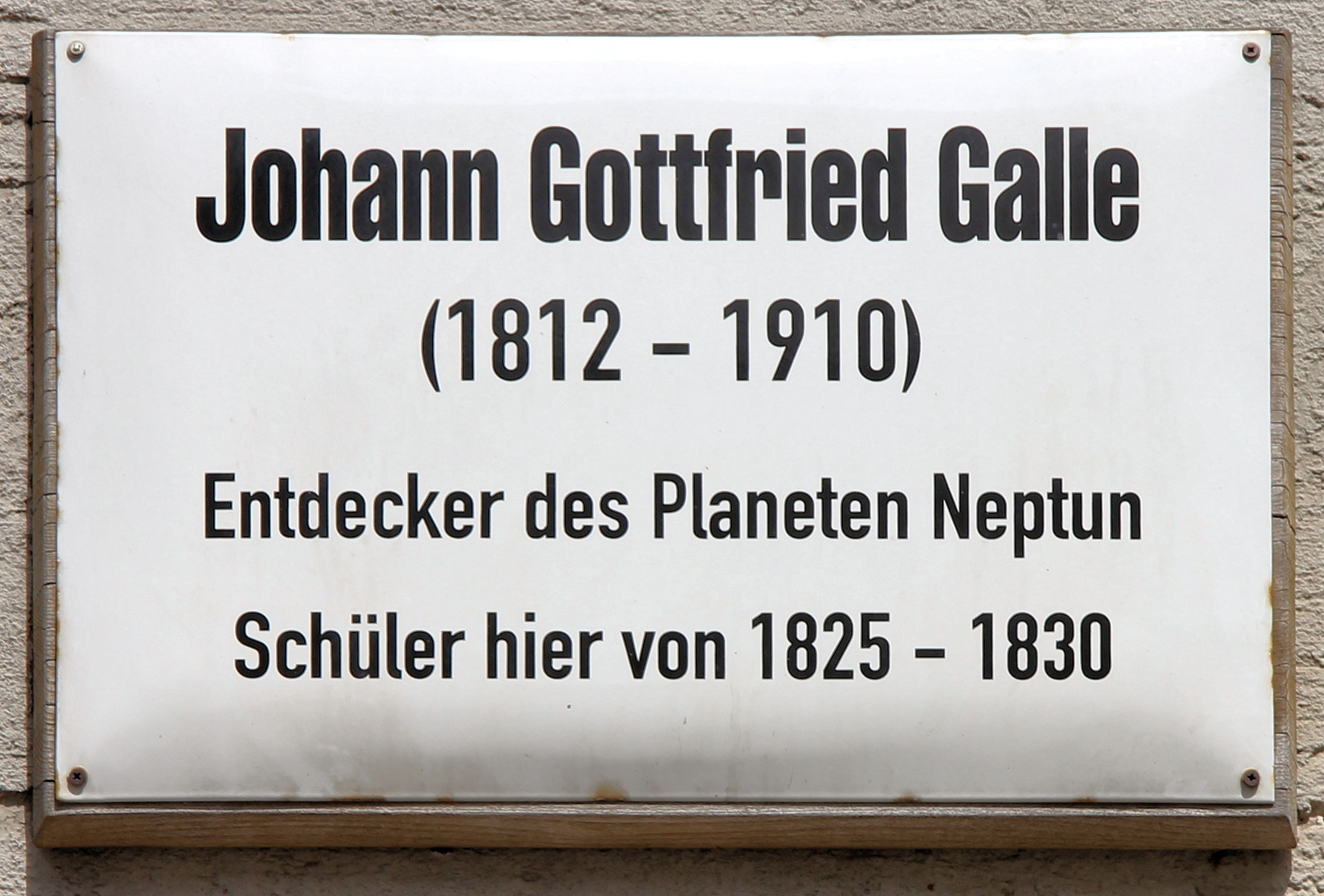
Tablica pamiątkowa w Wittenberdze

Johann Gottfried Galle (ur. 9 czerwca 1812 w Radis, zm. 10 lipca 1910 w Poczdamie) – niemiecki astronom, który jako pierwszy świadomie zaobserwował planetę Neptun. Obserwacji dokonał 23 września 1846 w Obserwatorium Berlińskim, z pomocą studenta Heinricha Louisa d’Arrest. Istnienie i położenie Neptuna przewidział Urbain Le Verrier, który wysłał współrzędne do Gallego, prosząc go o weryfikację. Galle zaobserwował Neptuna tej samej nocy, w której otrzymał list od Le Verriera, w odległości 1° od przewidywanej pozycji. Odkrycie Neptuna jest uważane za spektakularne potwierdzenie słuszności mechaniki nieba i jest jednym z tryumfów XIX-wiecznej nauki.

## Wczesne lata
Galle urodził się w Pabsthaus, 2 km na zachód od Radis w okolicach miejscowości Gräfenhainichen, jako pierwszy syn Marii Henriette z domu Pannier (1790–1839) i Johanna Gottfrieda Gallego (1790–1853), operatora pieca smołowego. Uczęszczał do gimnazjum w Wittenberdze i studiował na Friedrich-Wilhelms-Universität Berlin w latach 1830–1833. Został nauczycielem w Gimnazjum w Guben, ucząc matematyki i fizyki; później przeniósł się do gimnazjum w Berlinie.

## Obserwatorium Berlińskie
Galle rozpoczął pracę jako asystent Johanna Franza Enckego w 1835, zaraz po ukończeniu budowy nowego Obserwatorium Berlińskiego. Galle pracował tam przez kolejne 16 lat, korzystając przede wszystkim z refraktora Fraunhofera o aperturze 9 cali (ok. 22,5 cm). W 1838 odkrył wewnętrzny, ciemny pierścień C Saturna. Od 2 grudnia 1839 do 6 marca 1840 odkrył trzy nowe komety.
W 1845 Galle otrzymał tytuł doktora. Jego praca doktorska była redukcją i krytyczną dyskusją ocalałych obserwacji Ole Rømera, dotyczących tranzytów południkowych gwiazd i planet od 20 października do 23 października 1706; reszta prac przepadła w pożarze Kopenhagi w 1728.

### Odkrycie Neptuna
Galle jeszcze w 1845 wysłał kopię swojej pracy do Urbaina Le Verriera, ale otrzymał odpowiedź dopiero rok później. Wysłana 18 września 1846 dotarła do Gallego rankiem 23 września. Le Verrier badał teoretycznie perturbacje orbity Urana, wyznaczył na tej podstawie pozycję nieodkrytej planety i poprosił Gallego o przeszukanie odpowiedniej części nieba. Tej samej nocy (po tym, jak Encke zezwolił na poszukiwania, mimo własnego sceptycyzmu), we współpracy ze swoim asystentem Heinrichem Louisem d’Arrest, Galle odkrył „gwiazdę” ósmej wielkości gwiazdowej zaledwie o 1° od obliczonej pozycji, która nie była zaznaczona w Berliner Akademischen Sternkarte. W ciągu następnych dwóch wieczorów zmierzono ruch własny tego ciała niebieskiego, które przemieszczało się o 3 sekundy kątowe na godzinę, co jednoznacznie potwierdziło, że jest to planeta. Le Verrier zaproponował dla niej nazwę Neptun. Galle zawsze odmawiał bycia uznanym za odkrywcę Neptuna; przypisywał to odkrycie Le Verrierowi.
W 1847 Galle został wyznaczony na następcę Friedricha Wilhelma Bessela na stanowisku dyrektora Obserwatorium w Królewcu. Na początku 1848, zanim nominacja astronoma przez Fryderyka Wilhelma IV stała się faktem, Galle wycofał swój wniosek, z powodu intrygi przeciwko niemu prowadzonej przez Carla Gustava Jacoba Jacobiego.

## Obserwatorium Wrocławskie
W 1851 przeniósł się do Breslau (dzisiejszego Wrocławia), gdzie objął stanowisko dyrektora tamtejszego obserwatorium astronomicznego, a w 1856 został profesorem astronomii na Schlesischen Friedrich-Wilhelms-Universität Breslau. W tym samym roku ożenił się z Marie Regenbrecht. Pracował we Wrocławiu przez ponad 45 lat. Został wybrany rektorem na rok akademicki 1875–1876. We Wrocławiu zajmował się dokładnym wyznaczaniem orbit planet, opracował metody obliczania wysokości zórz i trajektorii meteoroidów. Badał deszcz meteorytów, który spadł koło Pułtuska w 1868. Z pomocą starszego syna Andreasa stworzył katalog komet, który w ostatnim wydaniu z 1894 opisywał parametry 414 znanych obiektów. Jego idea wykorzystania obserwacji planetoid do pośredniego wyznaczenia paralaksy Słońca stała się najlepszą metodą obliczania jednostki astronomicznej, aż do wykorzystania obserwacji radioastronomicznych. Poza tym zajmował się ziemskim polem magnetycznym i zjawiskami optycznymi takimi jak słońce poboczne. Łącznie opublikował ponad 200 prac.

## Śmierć i upamiętnienie

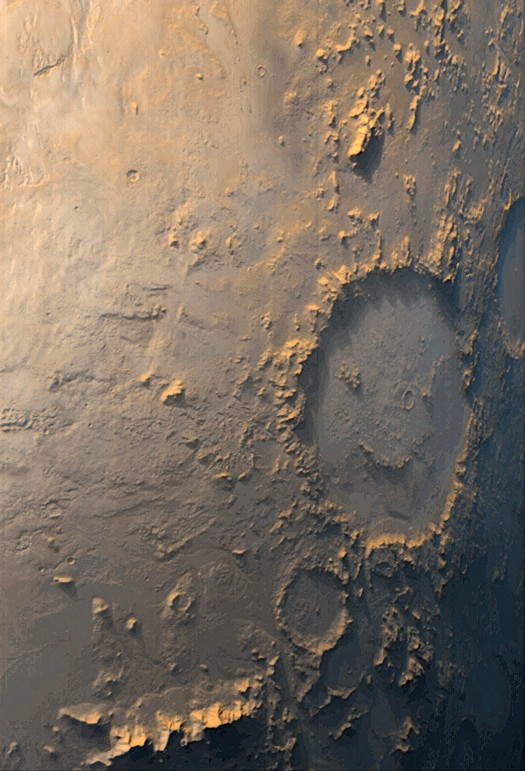
Krater Galle na Marsie, zdjęcie sondy Mars Global Surveyor z 1999

W 1897 Galle wrócił do Poczdamu, gdzie zmarł w 1910 w wieku 98 lat. Pozostawił żonę i dwóch synów, Andreasa Gallego i Georga Gallego (1860–1946).
W 1977 w Gräfenhainichen w pobliżu miejsca urodzenia astronoma wzniesiono jego pomnik.
Na jego cześć nazwano kratery: na Księżycu i na Marsie, planetoidę (2097) Galle i jeden z pierścieni Neptuna. We Wrocławiu został upamiętniony przez nazwanie jego nazwiskiem jednej z ulic – Gallestrasse. Nazwa ta obowiązywała do zakończenia II wojny światowej. Współczesna jej nazwa to ulica Wapienna.

### Nekrologi
- J. Franz, Anzeige des Todes von Johann Gottfried Galle, „Astronomische Nachrichten”, 19, 185, 1910, s. 309, DOI: 10.1002/asna.19101851906, Bibcode: 1910AN....185..309F (niem.).
- Obituaries: G. V. Schiaparelli, J. G. Galle, J. B. N. Hennessey J. Coles, J. E. Gore, „The Observatory”, 33, 1910, s. 311–318, Bibcode: 1910Obs....33..311..